# Harald Schmidt (Mediziner)

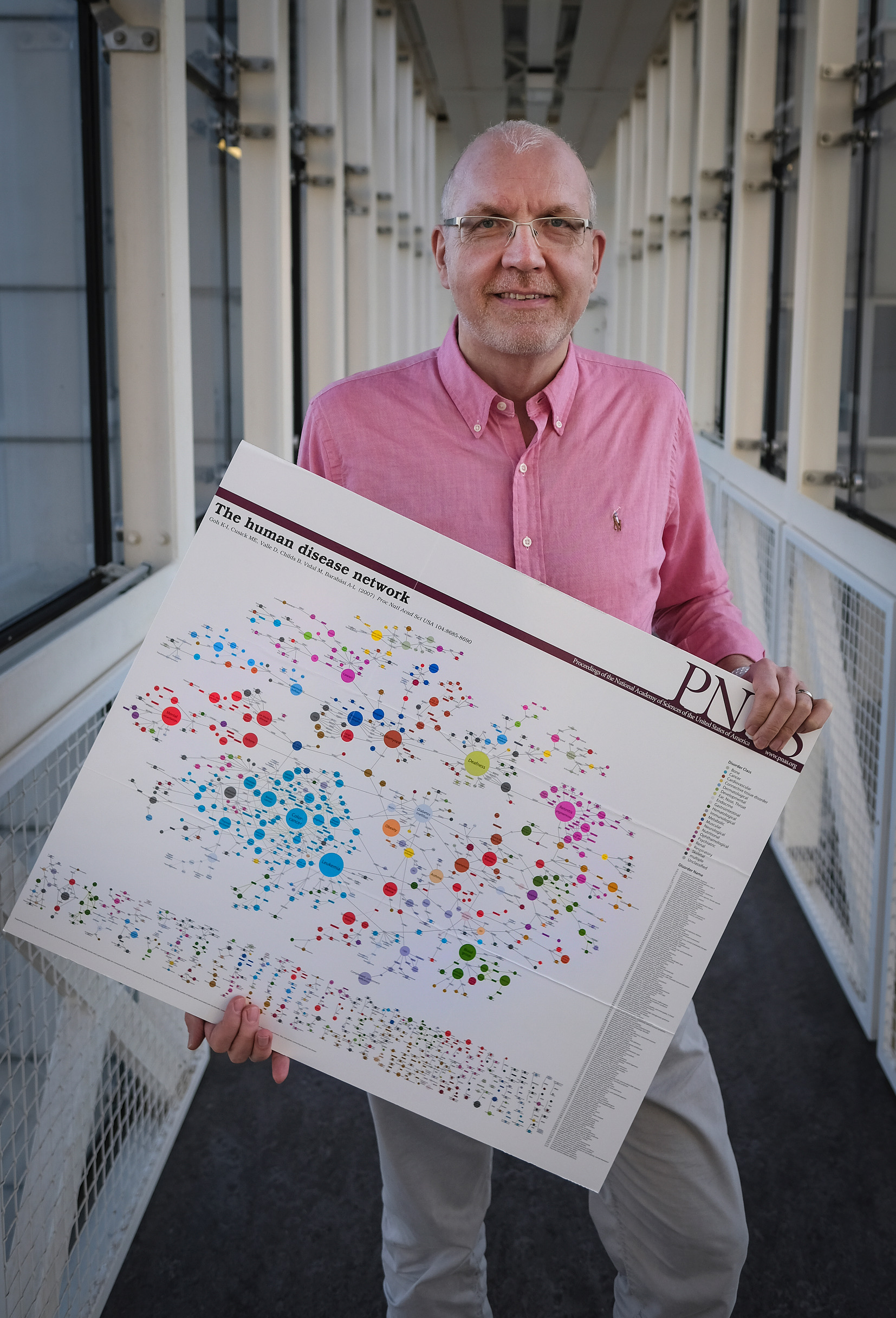
Harald Schmidt (2017)

Harald Horst Heinz Wilhelm Schmidt (* 1. Februar 1959 in Kassel) ist ein deutscher Arzt und Apotheker sowie Professor für Pharmakologie und personalisierte Medizin an der Universität Maastricht.

## Leben
Schmidt studierte von 1977 bis 1981 Pharmazie an der Ludwig-Maximilians-Universität München und von 1982 bis 1987 Humanmedizin an der Albert-Ludwigs-Universität Freiburg bzw. der Freien Universität Berlin. Er promovierte 1987 zum Dr. med. und habilitierte 1996 zum Dr. med. habil.
Er arbeitete von 1989 bis 1992 mit einem Postdoktoranden-Stipendium der Deutschen Forschungsgemeinschaft zunächst am Institut für Pharmakologie der Freien Universität Berlin und danach an der Northwestern University und Abbott Laboratories, Chicago, USA. Hier arbeitete er zusammen mit dem späteren Nobelpreisträger, Ferid Murad. Danach kehrte er nach Deutschland zurück an die Universität Würzburg, und zwar zunächst als Arbeitsgruppenleiter am Institut für Klinische Chemie und Pathobiochemie, danach als C3-Propfessor am Institut für Pharmakologie und Toxikologie. Dort gründete er mit anderen die Vasopharm GmbH. 2000 übernahm Schmidt den Lehrstuhl für Pharmakologie und Toxikologie an der Justus-Liebig-Universität, Gießen, leitete das Rudolf-Buchheim-Institut für Pharmakologie und gründete den Projektbereich Wirkstoff- und Diagnostikaforschung der TransMIT GmbH. 2005 folgte er einem Ruf an die Monash University, Melbourne, Australien und leitete dort das Department of Pharmacology und Centre for Vascular Health. Er initiierte die Beteiligung der Monash University als einer der W8-Universitäten, die den World Health Summit, Berlin, gründeten. Seit 2010 ist Schmidt Professor für Pharmakologie und Personalisierte Medizin an der Universiteit Maastricht, Niederlande.

## Forschungsleistung
Schmidt entdeckte den L-Arginin-Stickstoffmonoxid-Signalweg mit, der eine fundamentale Bedeutung in Blutgefäßen, Nervenzellen und bei der Immunabwehr hat. Auf diesen Arbeiten fußt u. a. die Gründung von Vasopharm GmbH, die einen Hemmstoff der NO-Sythase für die Anwendung beim Schädel-Hirntrauma entwickelt. Später widmete Schmidt sich zunächst dem durch NO-regulierten, cyclisches GMP-bildeten Enzym lösliche Guanylatcyclase. Er entdeckte u. a. die pathologisch wesentliche Form der apo-sGC, Grundlage der sogenannten sGC-Aktivatoren, krankheitsspezifisch gefäßerweiternde Arzneimittel und mitbegründete die alle zwei Jahre stattfindende „International Conference on cGMP Generators, effectors and therapeutic implications“. Hierzu erschien auch ein Handbuch für Experimentelle Pharmakologie. Danach fokussierte sich Schmidt, gefördert durch einen ERC Advanced Investigator Grant (RadMed 294683) und nachfolgenden ERC Proof of Concept Grant (SAVEBRAIN, 737586), auf krankheitsauslösenden Mechanismen, klärte nach und nach die Rolle der reaktiven Sauerstoff-bildenden NADPH-Oxidasen (NOX) beim Schlaganfall und Bluthochdruck auf und organisierte die erste internationale Konferenz zu diesem Thema. Schmidt ist ein Gegner des Begriffs „Oxidative Stress“ und der Verwendung von sogenannten „Antioxidantien“, zusammengefasst in Übersichtsartikeln und einem weiteren Handbuch für Experimentelle Pharmakologie. Hierzu initiierte Schmidt auch die COST-Action EU-ROS. Medizinisch relevant bezüglich reaktiver Sauerstoffspezies ist allein die Identifikation der verschiedenen, krankheitsrelevanten reaktiven Sauerstoff-bildenden Enzyme und deren jeweilige spezifische Hemmung. Basierend auf Barabasis Diseasome-Konzept entwickelte Schmidt einen innovativen, systemmedizinischen Ansatz der Arzneimittelforschung, der eine Umdefinition des gegenwärtigen Krankheitsbegriffs als zentrales Element hat: Krankheiten werden demnach nicht mehr nach Symptomen in Organen, sondern nach deren ursächlichen molekularen Mechanismen bezeichnet. Hierzu koordinierte Schmidt die COST action OpenMultiMed und gegenwärtig das Horizon 2020-Projekt REPO-TRIAL. Eine derartig präzise Definition erlaubt sowohl eine präzisere Diagnose als auch eine präzisere Therapie. Zu letzterem sind jedoch kaum neue Arzneimittel nötig, sondern vorhandene, zugelassene Arzneimittel lassen sich umwidmen bzw. „repurposen.“ Dies und seine Kritik am gegenwärtigen biomedizinischen Forschungs- und Gesundheitssystem veröffentlichte er 2021 in seinem Buch „Geheilt statt behandelt“, begleitet von einem Fernsehauftritt auf Tagesschau 24 und seinem gleichnamigen Podcast, und dessen englischer Ausgabe, die 2022 unter dem Titel „The End of Medicine As We Know It“ im Verlag Springer Nature erscheinen wird. Zur besseren Vernetzung von Patienten mitbegründete er das ärztlich, pharmazeutisch und durch andere Gesundheitsdienstleister betreute Netzwerk Patienten Wie Wir.

## Veröffentlichungen (Auswahl)
- mit Griendling KK, Krause K-H: 1st International Conference on NADPH oxidases. BoD, Norderstedt 2004
- mit Estler J-C: Pharmacology and Toxicology Schattauer. 2006
- mit Hofmann F, Stasch JP.: Handbook of Experimental Pharmacology 191. cGMP: generators, effectors and therapeutic implications. Pharmacol. 191:v-vi, 2009
- mit Ghezzi Pietro, Cuadrado Antonio: Handbook of Experimental Pharmacology 264. Reactive Oxygen Species. Network Pharmacology and Therapeutic Applications, 2021
- Geheilt statt behandelt: Warum die Medizin am Ende ist und wie unsere Gesundheit eine Zukunft hat. ISBN 3-86470-741-2